# Bellavista Vella
Bellavista Vella és una masia del terme municipal de Sant Martí de Centelles, a la comarca catalana d'Osona, en terres de l'antic poble de Sant Miquel Sesperxes. Està situada a l'extrem sud-est del terme municipal, al capdamunt dels Cingles de Bertí a ponent de la Trona. És a prop i al sud-oest de la masia de Can Rajadell.
És un petit mas documentat ja al fogatge de l'any 1553, de planta rectangular i orientació est-oest. S'organitza al voltant d'un petit pati murat on hi ha diverses dependències annexades al seu voltant, d'origen força posterior. L'edificació principal és de planta baixa més pis i té dos accessos a la cara oest. La paret és de carreus de mida mitjana, treballats i lligats amb argamassa. Els angles cantoners i les obertures de portes i finestres es troben emmarcats amb carreus més petits. La planta baixa està formada per una cuina i un revedor mentre que al primer pis hi ha les dependències privades. Els estables estaven disposats a les construccions annexes al voltant del pati.
Tot i que no es té documentació de la masia més enllà del segle xvi es creu que el mas és construí durant l'edat mitjana tot i que no s'han trobat evidències arquitectòniques. Les construccions actuals daten del segle xviii.